# Шмолик, Сергей Петрович
Серге́й Петро́вич Шмо́лик (род. 12 января 1965, Брест) — белорусский футбольный судья, арбитр ФИФА. 5 июля 2008 года он провёл матч в состоянии сильного алкогольного опьянения, после чего был отстранён от судейства пожизненно.

## Биография
Сергей Шмолик родился и вырос в Беларуси, где позже стал судить национальные чемпионат и кубок. Профессию арбитра он совмещал с работой преподавателя физической культуры в Брестском государственном университете.
В 1993 году Шмолик получил лицензию арбитра ФИФА. Через год он судил свой первый матч еврокубков, «Марибор» — «Аустрия» в Кубке обладателей кубков, где показал 6 жёлтых и 1 красную карточки. Он продолжал судить начальные раунды еврокубков, когда в 1996 году был вызван на отборочный матч Чемпионата мира 1998 Лихтенштейн — Ирландия. В 1999 году он работал на Чемпионате мира среди молодёжных команд, где судил 4 матча, по 2 в групповой стадии и плей-офф. В двух следующих отборочных раундах зоны УЕФА белорус судил по 3 матча, но затем его международная карьера пошла на спад, и он работал в основном на предварительных раундах еврокубков.
В Беларуси Шмолик продолжал оставаться одним из ведущих судей, он судил не меньше двух финалов национального кубка, в 2004 и 2006 годах. В том же 2006 году Высшая лига Латвии пригласила его судить матч «Сконто» — «Вентспилс». В 2007 году Шмолик был признан лучшим арбитром страны.
5 июля 2008 года Шмолик судил матч чемпионата Беларуси «Витебск» — «Нафтан». По ходу второго тайма стало понятно, что с арбитром что-то происходит. Однако он отработал матч до конца, после чего несколько минут уходил с поля, выгнув туловище в сторону. Зрители, поняв, что судья пьян, аплодировали ему, и тот махал рукой в ответ. Даже в таком состоянии арбитр отработал матч без существенных ошибок. После матча Шмолик прошёл алкогольное освидетельствование, выявившее состояние сильного опьянения. В интервью он утверждал, что у него просто болела спина, но Судейский комитет Белорусской федерации футбола дисквалифицировал Шмолика пожизненно.